# شهرستان کرافورد (میشیگان)
شهرستان کرافورد، میشیگان (به انگلیسی: Crawford County, Michigan) یک سکونتگاه مسکونی در ایالات متحده آمریکا است که در میشیگان واقع شده‌است.